# Meine Freiheit
Meine Freiheit ist das fünfte Studioalbum von Peter Maffay.
Nachdem Peter Maffay seinen eigenen Musikverlag gegründet und sich 1974 von seinen bisherigen Produktionspartnern getrennt hatte, brachte er 1975 Meine Freiheit heraus. Er hatte sich zudem mit Petra Küfner verlobt, die er 1975 auch heiratete. Nach der Single Und es war Sommer folgte das mit Joachim Heider produzierte Album Meine Freiheit. Das Cover zeigt Maffay auf einem Motorrad fahrend. 1972 hatte er einen schweren Motorradunfall, bei dem er sich schwer verletzte.

## Erfolg
Das Album kam in Deutschland nur auf Platz 24 (6 Wo.). Aus dem Album wurden zwei Singles ausgekoppelt, die sich beide in den deutschen Singlecharts platzieren konnten: Dann komm zu mir (Platz 45) und Josie (Platz 9).

## Titelliste
1. Charly's Leute (Peter Maffay) – 3:19
2. Von Mann zu Mann (Maffay) – 4:15
3. Meine Freiheit (Maffay) – 3:10
4. Kleines Mädchen (Maffay) – 2:58
5. Keiner kann was dafür (Maffay) – 3:20
6. Wo steht das geschrieben (Maffay) – 3:24
7. Josie (Dion DiMucci) – 4:07
8. Auf der Strasse nach Nimes (Maffay) – 2:52
9. Wilde Pferde (Maffay) – 2:54
10. Wenn es falsch ist, dich zu lieben (Maffay) – 4:03
11. Dann komm zu mir (Joachim Heider) – 3:06
12. Mein Zuhause – die Strasse (Maffay) – 3:12

## Besetzung
- Peter Maffay – Gesang, Gitarre, Perkussion
- Ingo Cramer – Gitarre
- Tiny Hagen – Mundharmonika
- Martin Harrison – Schlagzeug
- Mike Thatcher – Klavier
- Stefan Wissnet – Bassgitarre
- Dave King – Bassgitarre
- Günter Moll – Gitarre